# Lukas Spendlhofer
Lukas Spendlhofer (Neunkirchen, 2 de junio de 1993) es un futbolista austriaco que juega de defensa en el Bruk-Bet Termalica Nieciecza de la I Liga de Polonia.

## Trayectoria
Spendlhofer comenzó su carrera deportiva en el Inter de Milán en 2013, con el que debutó en la Serie A el 12 de mayo de 2013, en un partido frente Genoa F. C.
Durante su estancia en el Inter estuvo cedido en el Varese Calcio y en el SK Sturm Graz, equipo por el que fichó, de forma definitiva, en 2015, después de terminar su cesión.
En 2020 regresó a Italia, tras fichar por el Ascoli Calcio de la Serie B. A mitad de temporada se marchó a Israel para jugar cedido en el Bnei Sakhnin F. C. A este país regresó para jugar en la campaña 2022-23 con el Maccabi Bnei Reineh.
En agosto de 2023, después de esas dos experiencias en territorio israelí, se unió al Bruk-Bet Termalica Nieciecza polaco.

## Selección nacional
Spendlhofer fue internacional sub-18, sub-19 y sub-21 con la selección de fútbol de Austria.

## Clubes
| Club                         | País    | Año       |
| ---------------------------- | ------- | --------- |
| Inter de Milán               | Italia  | 2013-2015 |
| Varese Calcio (cedido)       | Italia  | 2013-2014 |
| SK Sturm Graz (cedido)       | Austria | 2014-2015 |
| SK Sturm Graz                | Austria | 2015-2020 |
| Ascoli Calcio                | Italia  | 2020-2022 |
| Bnei Sakhnin F. C. (cedido)  | Israel  | 2021      |
| Maccabi Bnei Reineh          | Israel  | 2022-2023 |
| Bruk-Bet Termalica Nieciecza | Polonia | 2023-     |

## Palmarés

### Títulos nacionales
| Título          | Club          | País    | Año  |
| --------------- | ------------- | ------- | ---- |
| Copa de Austria | SK Sturm Graz | Austria | 2018 |